# Мария Балтаджиева (певица)
Вижте пояснителната страница за други личности с името Мария Балтаджиева.
Мария Балтаджиева е българска народна певица.
Мария Балтаджиева е родена в гр. Варна на 03.02.1936 г. Израства в музикална фамилия, в която интереса към фолклорната музика е много голям. Като дете и ученичка е завладяна от пеенето и това предопределя по-нататъшното и музикално развитие. 
Възпитаничка е на Средно Музикално Училище „Добри Христов“, гр. Варна в класа по класическо пеене на Надя Илиева. Мария, освен че е много музикална и развива прекрасно гласа си, успоредно с това развива и интереса си към създаване на индивидуални мелодии, които комбинира със свои текстове. Тази страст усъвършенства във времето и започва да създава своите собствени песни, които я утвърждават като автор с ярък собствен почерк. 
Авторският талант на Балтаджиева изпъква със съдържателни и вълнуващи текстове, които тя съчетава и свързва с ярък и запомнящ се безмензурен музикален изказ. Специфичното мелодраматично въздействие певицата успява да разгърне още по-мащабно благодарение на изключително красивият си глас и перфектно овладяната певческа техника. 
Музикалният композиционен стил е индивидуален,наситен със запомняща се орнаментика, която е неразделна част от израза и разгръщането на цялата гама от лиризъм и драматизъм в авторските произведения. Всички тези особености предопределят кариерата на Мария Балтаджиева, на отличаваща се индивидуална певица с разпознаваеми авторски песни, които публиката обича много и очаква да чуе от талантливата певица винаги. Пее в ансамбъла на МВР с диригент Радослав Данов, който и отправя покана за записи в Радио Варна.  Регистрира записи с оркестъра на Националния ансамбъл „Филип Кутев“, оркестъра на Недялко Станев към Радио Варна, кавалджията Никола Ганчев и групата на Иван Кирев. 
Споделяме някои от заглавията на авторката: “Ако бях орел да хвръкна” – първата ѝ авторска песен; следва създаването на текста и музиката на песните: “Остана Ганка сираче”, “Гората пее”, “Песен за Гроздьо Желев”, “Йордан Величка думаше”, “Я чуй ме мале хайдушка”, “Мама на Георги думаше”. Хороводните песни “Мама Калина будеше”, “Овчари свирят с кавали”, “Радо Радке хубавице” ,”Димка си платно белеше”, “Сутрина става Стоян овчарин” внасят един различен авторски акцент от основното композиционно поприще на Балтаджиева. “Данка си дари дареше”, “Залюбила е Карадена”, “Стоян и вакли овчари”, “Учих тa Дано мъри”. Трудните и пълни със смисъл песни на Мария Балтаджиева са високо оценени от фолклорни преподаватели и специалисти.
Предпочитани са от млади таланти, защото им дават възможност да развият гласовите си качества в бавната, безмензурна песен и да разгърнат таланта си на едно ново по-високо ниво.
В средата на 90-те години БНТ създава филма “35 години с песните на Мария Балтаджиева”, посветен на авторските ѝ песни. След като Мария Балтаджиева представя емоционално ХУДОЖЕСТВЕНАТА ИДЕЯ НА СВОЯТ ОРИГИНАЛ на песента "Даньова мама", филмът  завършва с думите на създателката на песента: “ЩАСТЛИВА СЪМ, ЧЕ ЩЕ ОСТАВЯ НЕЩО МАКАР И МАЛКО СЛЕД СЕБЕ СИ И ОТ СЕБЕ СИ – ТОВА Е “ДАНЬОВА МАМА”.
В учебното помагало "По морето, либе ле" с автор доц. Йорданка Неделчева и рецензент проф. Николай Кауфман, Мария Балтаджиева е посочена като безспорен автор на песента "Даньова мама". Във фонотеката на Радио Стара Загора песента "Даньова мама" фигурира като авторска песен на Мария Балтаджиева. 
Първото официално представяне на песента "Даньова мама" е на благотворителен концерт в Спортна зала, гр. Варна през 1986 година, където Бинка Добрева е част от изпълнителите и чува песента за първи път. Мария Балтаджиева записва песента на 18 май 1993 година в Радио София. 
През 2020 година наследниците на Мария Балтаджиева заведоха дело срещу народната певица Бинка Добрева, която изпълнява и записва песента като "народна", като така омаловажава труда и авторските права на създателя на песента - Мария Балтаджиева. Българският съд не прие доказателствата на ищците, но в съзнанието на любителите на българският фолклор песента "Даньова мама" си остава "чедо" единствено и само на Мария Балтаджиева.
Мария Балтаджиева почива на 8.06.2012 г. в гр. Дортмунд, Германия.

## Биография
Дългогодишна солистка и сътрудничка на Радио Варна и на Ансамбъла за народни песни и танци във Варна. Умира на 8 юни 2012 г. в Дортмунд, Германия.